# 威高股份
山東威高集團醫用高分子製品股份有限公司，簡稱山東威高集團醫用高分子製品股份、山東威高集團醫用高分子製品、山東威高集團醫用高分子，以及威高股份（英語：Shandong Weigao Group Medical Polymer Company Limited、港交所：01066），是一家中国医疗器械公司。

## 历史
於1988年由創辦人及董事長陳學利先生創立，總部位於山东省威海市火炬高技术产业开发区兴山路18号。現時為威高集團有限公司旗下公司。其主要品牌為「潔瑞」。其股份自2004年2月27日於香港交易所創業板上市，當時股份代碼為8199.HK，以招股價為0.2港元，發行股份數目230,000,000股H股。其後在2010年7月29日轉在主板上市。主要業務从事研发、生产及销售医用耗材、骨科材料、心脏支架等產品。總裁為張華威。
2018年7月，威高股份得到中國證監會批准H股全流通，將不超過約26.38億股非上市股份或內資股轉為H股並上市，為第三間H股全流通公司。

## 外部連結
- 山東威高集團醫用高分子製品股份有限公司 （页面存档备份，存于）